# Stegnosperma cubense
Stegnosperma cubense, jedna od četiri biljnih vrsta iz malene porodice Stegnospermataceae, raširena po Srednjoj Americi Meksiku i Velikim Antilima (Kuba, Jamajka, Haiti, Portoriko, Djevičanski otoci), dio je reda klinčićolike.
S. cubense je uspravni, puzavi ili penjuči grm, s brojnim bočnim granama, duljine 1,5-5 m. Stabljike su cilindrične, gole, tamno sive boje, listovi naizmjenični, cvjetovi mirisni. Plod je crvenkasta jajolika kapsula, 4-5,5 mm duga.
Sakuplja se cvijet od lipnja do rujna i od studenog do siječnja, a plod od siječnja do ožujka i od kolovoza do rujna. 

## Sinonimi
- Trichilia scandens Lunan
- Stegnosperma scandens (Lunan) Standl.

- S. cubense, Nikaragva
- S. cubense, Nikaragva